# Isaac H. Duval

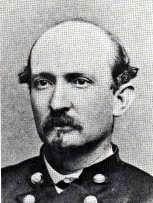
Isaac H. Duval

Isaac Harding Duval (* 1. September 1824 in Wellsburg, Brooke County, Virginia; † 10. Juli 1902 ebenda) war ein US-amerikanischer Armeeoffizier und Politiker. Zwischen 1869 und 1871 vertrat er den ersten Wahlbezirk des Bundesstaates West Virginia im US-Repräsentantenhaus.

## Werdegang
Isaac Duval wurde 1824 in Wellsburg geboren, das damals noch zu Virginia gehörte, 1863 aber Teil des neuen Staates West Virginia wurde. Er besuchte zunächst die öffentlichen Schulen seiner Heimat und zog dann nach Fort Smith in Arkansas, wo er sich seinem älteren Bruder anschloss, der dort eine Handelsstation betrieb. Danach arbeitete Duval als Scout in den Prärien des Westens. Im Jahr 1849 zog er nach Kalifornien, um am Goldrausch teilzunehmen. Wenig später schloss er sich der sogenannten López-Expedition an, die damals erfolglos die Unabhängigkeit Kubas von Spanien anstrebte. Im Jahr 1853 kehrte er nach Wellsburg zurück, wo er im Handel tätig wurde.
Während des Bürgerkrieges schloss sich Duval als Anhänger der Union einem Freiwilligenregiment aus dem Gebiet des späteren West Virginia an. Im Verlauf des Krieges, in dem er an mehreren Schlachten beteiligt war, stieg er bis zum Brigadegeneral auf. Später erhielt er auch noch den Rang eines Brevet-Generalmajors. Nach dem Krieg begann er in dem seit 1863 bestehenden Bundesstaat West Virginia eine politische Karriere als Mitglied der Republikanischen Partei. Zwischen 1867 und 1869 war er Angehöriger des Staatssenats. Gleichzeitig war er als Adjutant General Leiter der Miliz des neuen Staates.
1868 wurde Duval im ersten Distrikt von West Virginia in das US-Repräsentantenhaus in Washington, D.C. gewählt. Dort trat er am 4. März 1869 die Nachfolge von Chester D. Hubbard an. Da er im Jahr 1870 auf eine weitere Kandidatur verzichtete, konnte er bis zum 3. März 1871 nur eine Legislaturperiode im Kongress absolvieren. In dieser Zeit trat der 15. Verfassungszusatz in Kraft, der das Wahlrecht auch auf Afroamerikaner erweiterte. Zwischen 1871 und 1872 arbeitete Duval bei der Bundessteuerbehörde, von 1872 bis 1884 war er Leiter der Bundesfinanzbehörde im ersten Steuerbezirk des Staates West Virginia. Von 1887 bis 1889 war Duval Abgeordneter im Repräsentantenhaus von West Virginia. Danach zog er sich aus der Politik zurück. Isaac Duval starb am 10. Juli 1902 in seinem Geburtsort Wellsburg.